# Сражение при Атбаре
Сражение при Атбаре — битва между англо-египетской коалицией под командованием Герберта Китченера и махдистскими повстанцами Мухаммада Ахмада, состоявшаяся 8 апреля 1898 года при реке Атбара. Сражение явилось переломной точкой в завоевании Судана Британией и Египтом.

## Битва
К 1898 году коалиция британских и египетских вооружённых сил продвинулась по Нилу в Судан. Лидер махдистов халиф Абдуллах ибн Мухаммад приказал эмиру Мухаммаду Ахмаду и его 10-тысячной армии Западного Судана подойти на север к устью реки Атбара, чтобы вступить в бой с британской и египетской армиями во главе с Гербертом Китченером. К 20 марта Мухаммад Ахмад с группой воинов-дервишей Османа Дигны расположился на берегу реки Атбара в 32 км от британского форпоста в Форт-Атбаре. 4 апреля, убедившись, что махдисты не желают нападать, Китченер с британской и египетской армией двинулся к их укреплённому лагерю возле города Нахейла.
8 апреля в 06:20 после короткой артиллерийской бомбардировки британская бригада во главе с Уильямом Гатакром и две египетские бригады во главе с Арчибальдом Хантером приступили к штурму лагеря махдистов. Вскоре британские и египетские войска ворвались в лагерь, часто сражаясь врукопашную с воинами-махдистами. Через 45 минут битва закончилась: Осман Дигна повёл несколько тысяч своих воинов на юг, в то время как большинство оставшихся были убиты, либо захвачены в плен, включая Мухаммада Ахмада.

## Дальнейшее чтение
- Barthorp, Michael. War on the Nile. pp. 143–151. Published Blandford Press. 1984.
- Churchill, Winston. The River War Volume 1. pp. 416–448, Chapter XIII. Published Longmans. 1899.
- Raugh, Harold E. The Victorians at War, 1815–1914: An Encyclopedia of British Military History :  [англ.]. — ABC-CLIO, 2004-01-01. — P. 37–38. — ISBN 9781576079256.
- Ziegler, Philip. Omdurman. pp. 32–4. Published Collins, London. 1973.